# Amaliastraat (Den Haag)
De Amaliastraat is een straat in Den Haag en ligt aan de noordelijke rand van het centrum. 

## Geschiedenis en ligging
De straatnaam werd in 1873 vastgesteld en werd vernoemd naar Amalia, prinses van Saksen-Weimar-Eisenach (1830-1872), de eerste gemalin van prins Hendrik van Oranje-Nassau. Zij woonden op een paleisje aan het Voorhout en op landgoed Backershagen. De straat werd aangelegd in het kader van de 19e-eeuwse stadsuitleg van Den Haag.
De straat is zonder bebouwing al te zien op kaarten van Den Haag uit 1867 en 1868, maar op de plattegrond van rond 1873 voor het rioleringsplan van 1876 is ook de staatnaam vermeld.
De straat loopt van de Oranjestraat naar het noordwesten en eindigt op de Mauritskade. Ze loopt daarbij parallel aan en tussen de Parkstraat (noordoosten) en het Noordeinde (zuidwesten).

## Gebouwen
Alle hoekpanden van de straat hebben huisnummers van de andere straten. De huisnummers aan de Amaliastraat lopen op van 1-15 (oneven) en 2-16 (even) en zijn centraal gelegen in de straat. De panden van de Amaliastraat zijn gebouwd in de eclectische stijl van rond 1860. De even zijde werd gebouwd door Johannes Jacobus Delia en zijn zwager Cornelis Krulder. Alle panden zijn in de jaren zestig en zeventig van de 20e eeuw tot rijksmonument verklaard.
In het begin van de 21e eeuw was er in de gehele straat een mengeling te vinden van woonhuizen, kantoren (zoals voor Morele Herbewapening op 10) en meerdere ambassades.

### Ambassades
In de Amaliastraat bevinden zich de kanselarijen van meerdere ambassades:
- nr. 1 Griekenland
- nr. 3 Panama
- nr. 8 Pakistan
- nr. 14 Kameroen (tijdelijk: Koninginnegracht 37)
- nr. 16 Afghanistan (voorheen Kroatië)

In dit deel van Den Haag zijn vele diplomatieke missies gevestigd. In de onmiddellijke nabijheid van de Amaliastraat bevinden zich de ambassades van Marokko en Ethiopië om de hoek in de Oranjestraat, die van Tsjechië in de Paleisstraat richting Paleis Noordeinde in het verlengde van de Amaliastraat, die van Chili en Rwanda in de Parkstraat, die van Brazilië aan de Mauritskade en die van Italië in de Alexanderstraat.

## Afbeeldingen

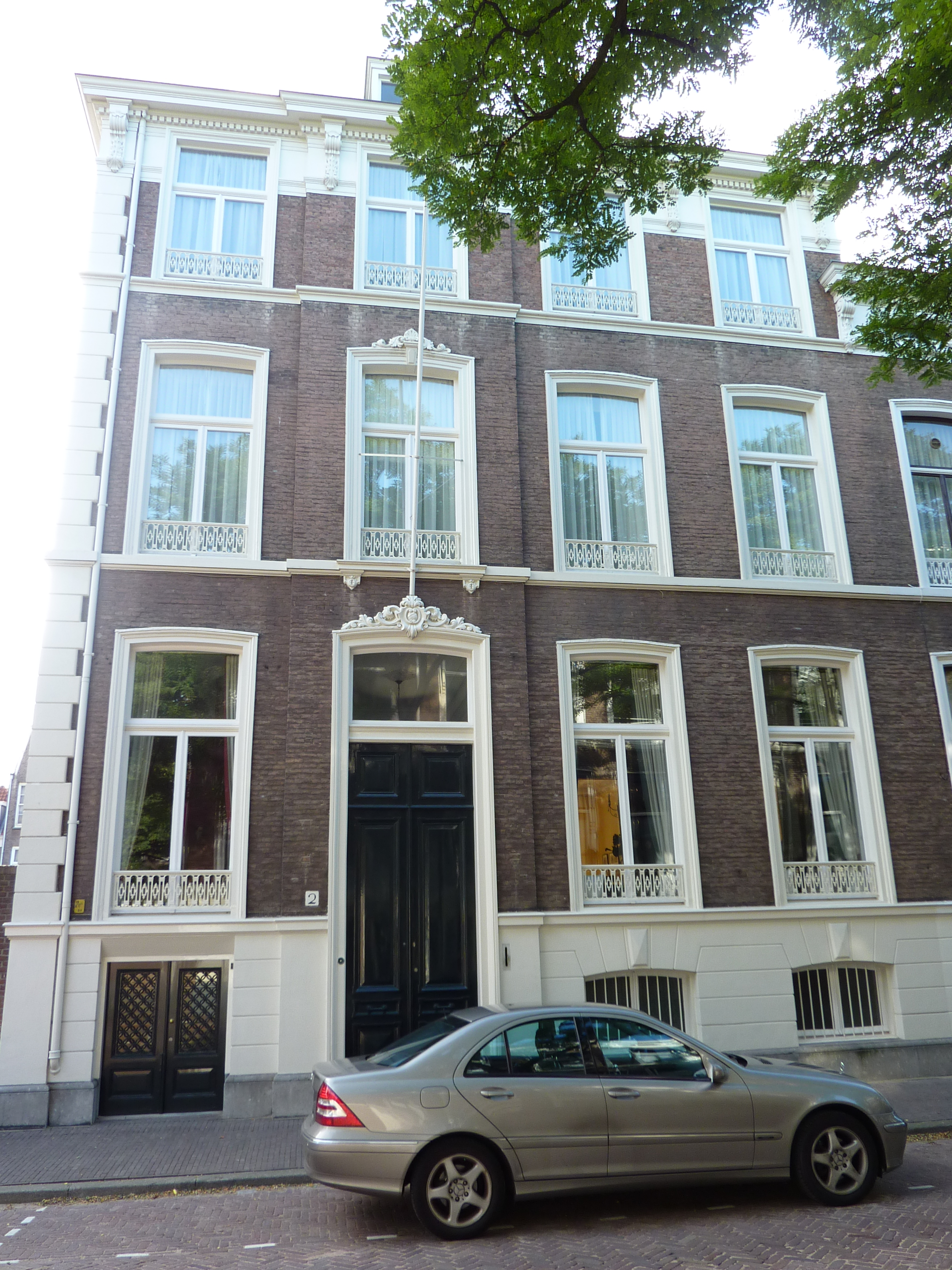
Nummer 2 (september 2010)
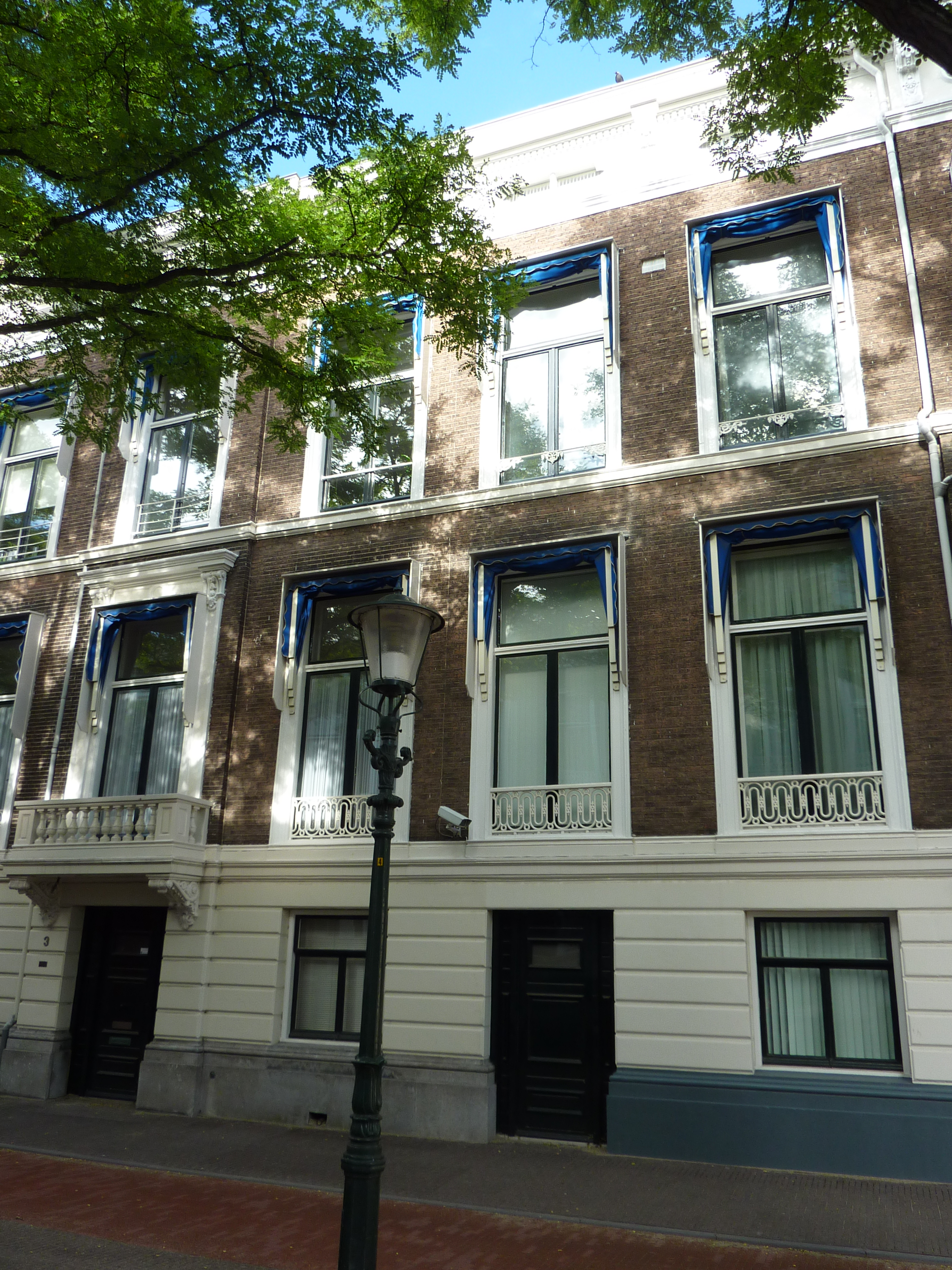
Nummer 3 (september 2010)
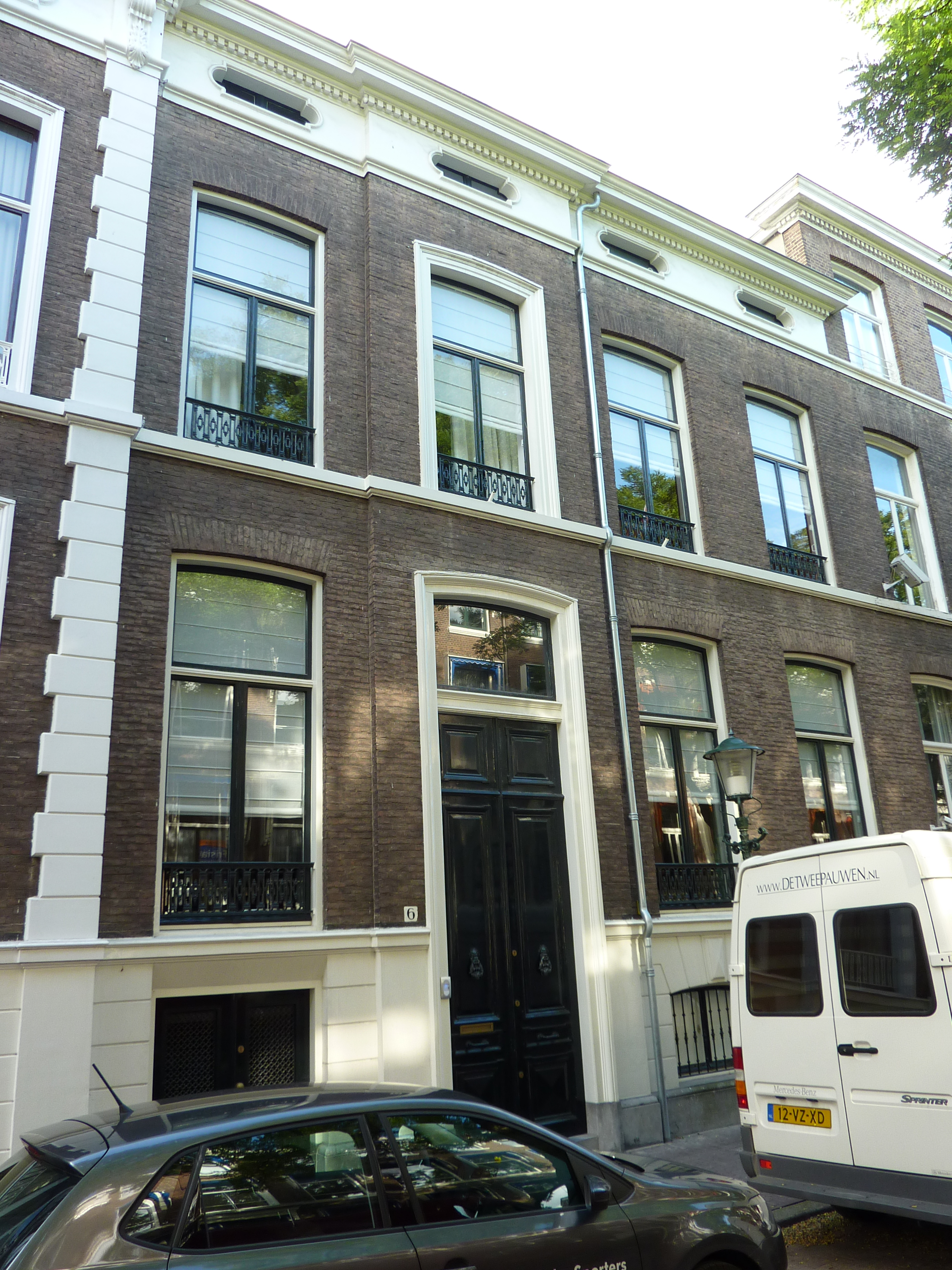
Nummer 6 (september 2010)
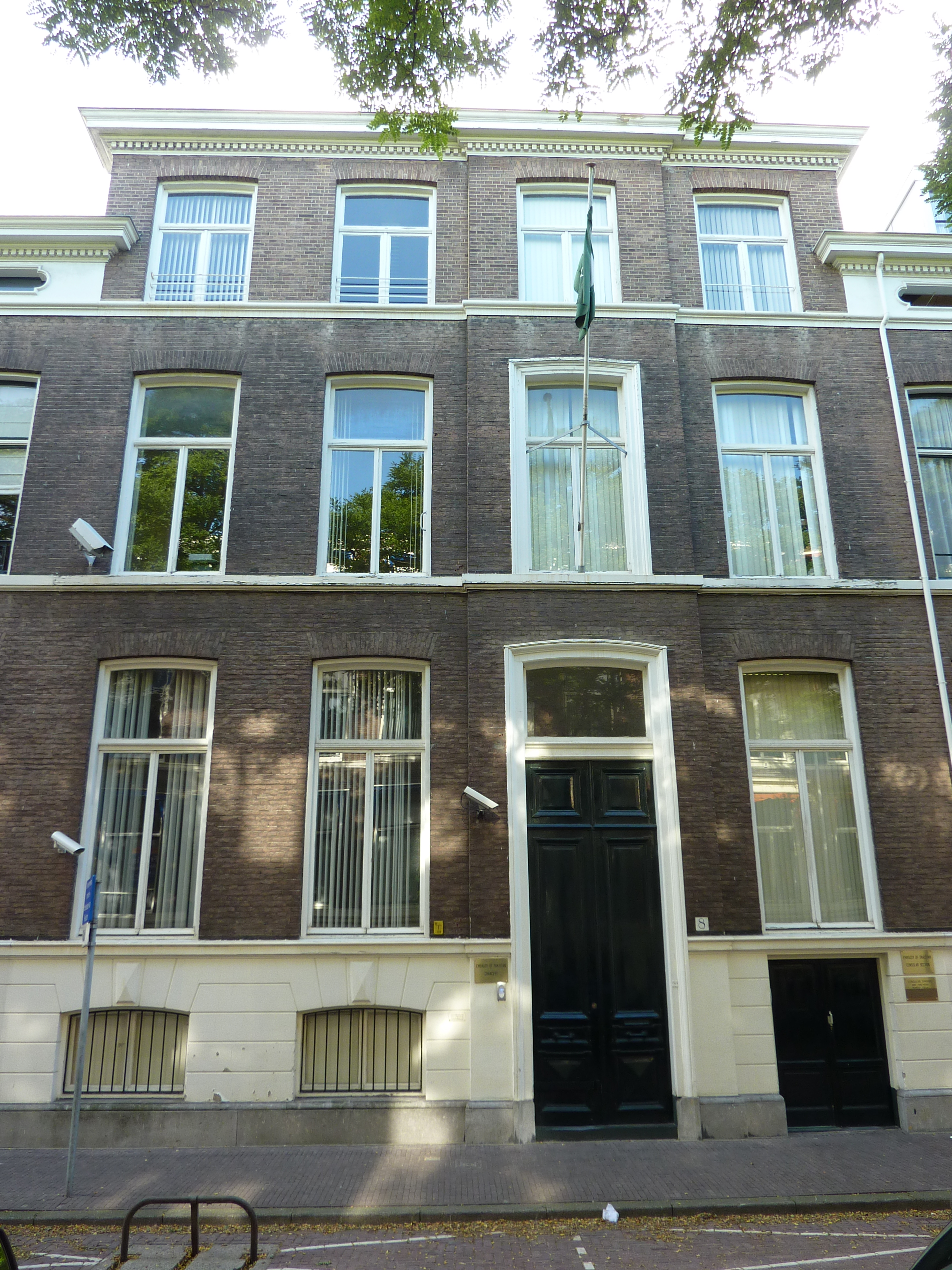
Nummer 8 (september 2010)
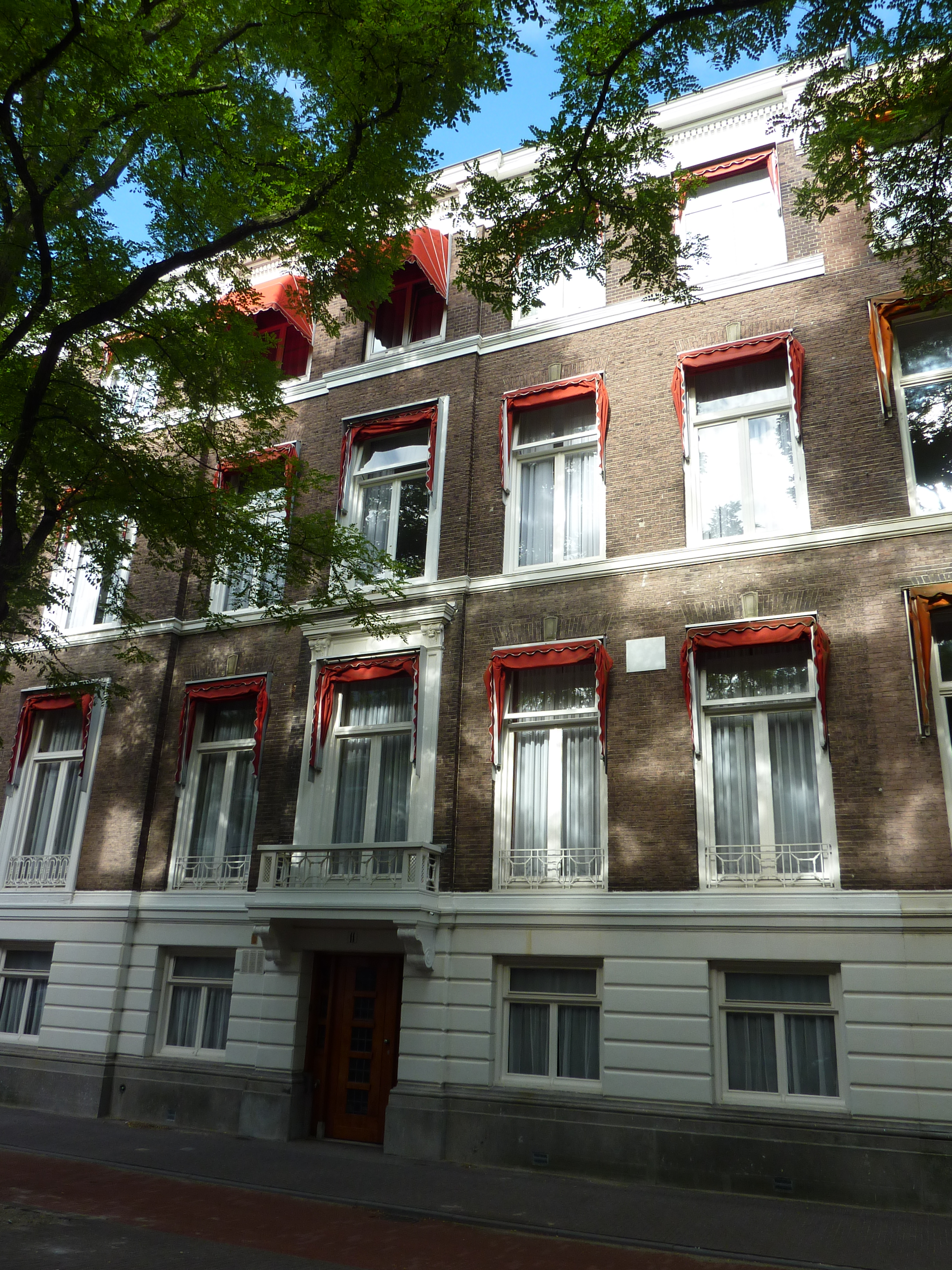
Nummer 11 (september 2010)
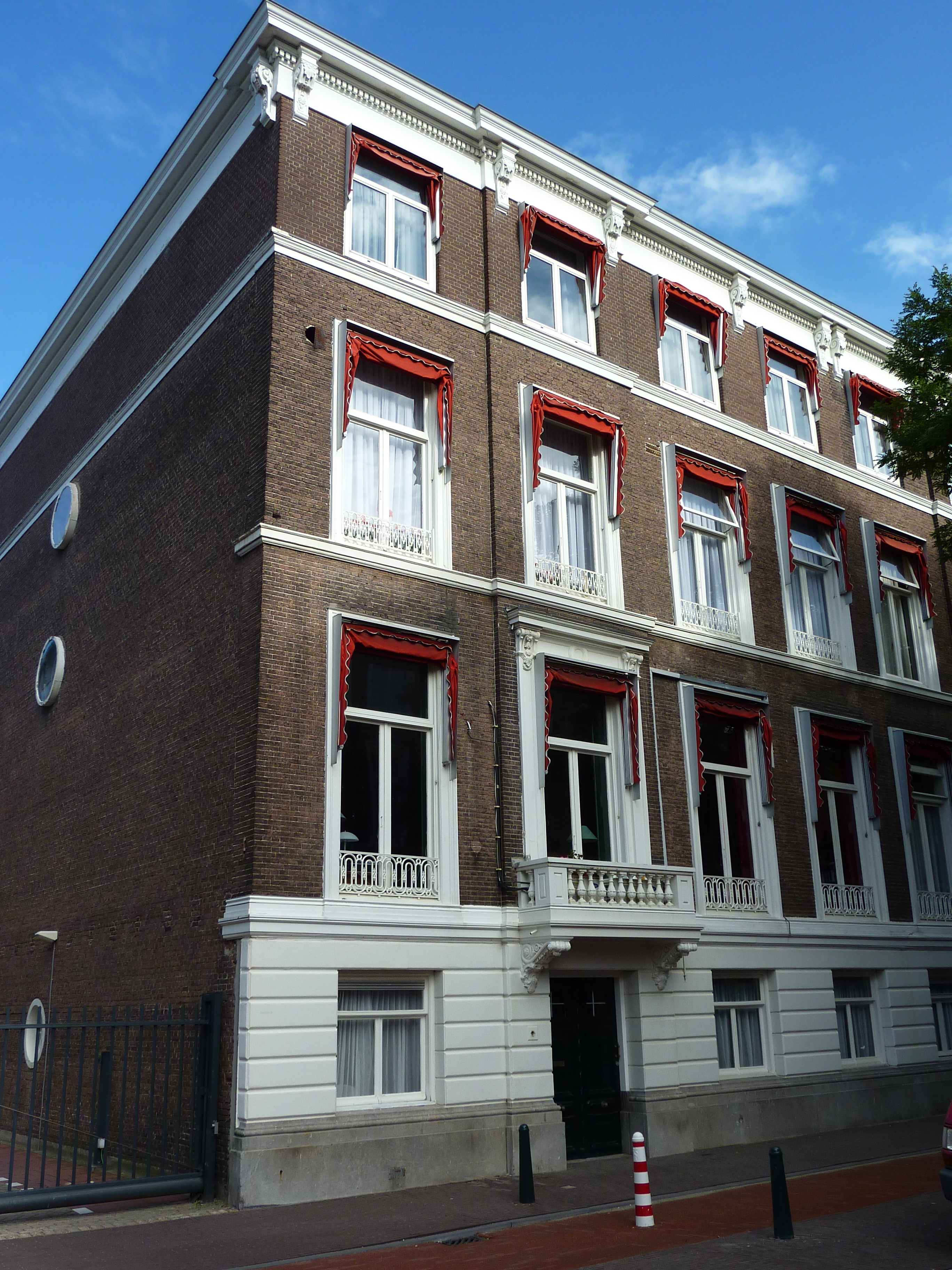
Nummer 15 (september 2010)

Straten: Achterom · Alexanderstraat · Van Alkemadelaan · Amaliastraat · Amsterdamse Veerkade · Benoordenhoutseweg · Bezuidenhoutseweg · Cantaloupenburg · Denneweg · Fluwelen Burgwal · Geest · Gravenstraat · Groenewegje · Groot Hertoginnelaan · Grote Marktstraat · Herengracht · Heulstraat · Hogewal · Hooigracht · Javastraat · Juffrouw Idastraat · Kazernestraat · Kneuterdijk · Korte Vijverberg · Korte Voorhout · Laan Copes van Cattenburch · Laan van Meerdervoort · Laan van Nieuw Oost-Indië · Lange Beestenmarkt · Lange Poten · Lange Vijverberg · Lange Voorhout · Lijnbaan · Mallemolen · Mauritskade · Melis Stokelaan · Van Merlenstraat · Molenstraat · Nassaulaan · Nieuwe Haven · Nieuwe Schoolstraat · Nieuwe Uitleg · Nobelstraat · Noordeinde · Oude Boomgaardstraat · Oude Molstraat · Parkstraat · Paviljoensgracht · Piet Heinstraat · Prinsegracht · Prinsessegracht · Prinsestraat · Rijswijkseweg · Riouwstraat · Schalk Burgerstraat · Schedeldoekshaven · Schelpkade · Schenkkade · Scheveningseveer · Scheveningseweg · Schuddegeest · Slijkeinde · Smidswater · Sophialaan · Sportlaan · Spui · Spuistraat · Surinamestraat · Theresiastraat · Torenstraat · Tournooiveld · Trekvlietplein · Turfmarkt · Vaillantlaan · Vondelstraat · Wagenstraat · Weimarstraat · Westeinde · Wijnhaven · Witte de Withstraat · Zeestraat

Pleinen: Alexanderplein
· Anna Paulownaplein
· Bankaplein
· Binnenhof
· Buitenhof
· Burgemeester De Monchyplein
· Clioplein
· Elandplein 
· Esperantoplein
· Groenmarkt
· Grote Markt
· Hofplaats
· Kerkplein
· Koningsplein
· Loosduinse Hoofdplein
· Malieveld
· Muzenplein
· Nassauplein
· Plaats
· Plein
· Plein 1813
· Prins Hendrikplein
· Prinsenvinkenpark
· Regentesseplein
· Rond de Grote Kerk
· Spuiplein
· Tournooiveld
· Vaillantplein
· Varkenmarkt
· Visbanken
· Wijnhaven